# ラ・ロシェル
ラ・ロシェル（La Rochelle）はフランス、ヌーヴェル＝アキテーヌ地域圏、シャラント＝マリティーム県のコミューン。

## 地勢・産業
ビスケー湾の入り江にある港湾都市。大西洋で漁を行う際の漁港としても重要な役割を果たす。かつてはフランスの西海岸最大の漁港であった。また、12世紀頃からは貿易港としての役割も持った。近隣の都市としては、約120キロ北にナント、120キロ北東にポワティエ、150キロ南にボルドーが位置している。沖合にはバカンス地として有名なレ島（イル・ド・レ）や、オレロン島がある。

## 歴史

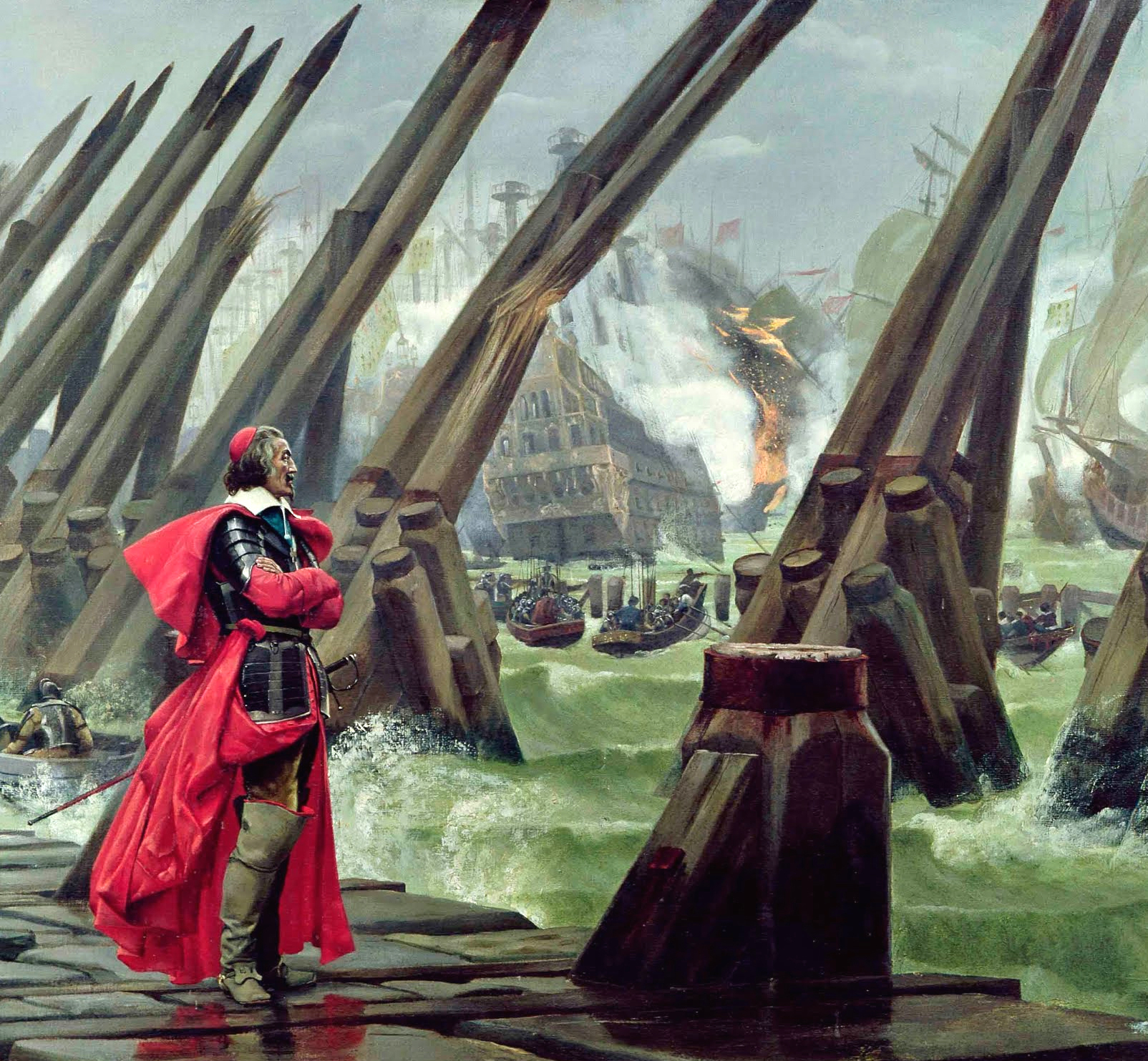
「ラ・ロシェルの包囲」

10世紀以前にはラ・ロシェルの名は文献に登場しないが、大西洋への交通の要路に位置し、海港として繁栄した。12世紀には都市特権を得た。1293年にイングランド軍などの襲撃を受けた。このことは、イングランドとフランスの関係を悪化させ、翌年からのギエンヌ戦争（ギュイエンヌ戦争）を導く背景になった。
近世に入ると、プロテスタントの牙城となった。そのため、16世紀後半のユグノー戦争においてもカトリック勢力の激しい攻撃を受けたが、この際は守りきった。しかし、ルイ13世治下、1625年9月に宰相リシュリューによる攻撃が行われた。当時プロテスタントの王国であったイングランドはこの攻撃に驚き、ラ・ロシェルを救うために大艦隊を派遣した。そのため、リシュリューは再び兵を整えて「ラ・ロシェルの包囲」を断行し、1627年8月14日から1628年11月1日に及ぶ包囲戦を経て、同市を陥落させた。アレクサンドル・デュマの小説『三銃士』では、主人公ダルタニャンと三銃士がこの戦いに参加している。
第二次世界大戦中はフランスを占領したドイツが潜水艦基地を建造した。ノルマンディー上陸後に連合軍によってフランスの各都市が解放されたものの、ラ・ロシェルはカレーなどと並んで最後までドイツ軍が保持した場所の一つで、1944年9月から1945年5月まで連合軍による包囲戦が行われた。潜水艦基地は現在でも残っており、『U・ボート』や『レイダース/失われたアーク《聖櫃》』の撮影に使われている。

## 文化・産業
歴史的な建造物も保存されている。旧港の入り口にある14世紀から15世紀にかけて建造された2つの塔（右上図）は左がシェーヌ塔、右がサン・ニコラ塔と言うもので、2013年現在サン・ニコラ塔はレッドブル・クリフ・ダイブ（20-30メートルの高さから水中へ飛び込む競技）の舞台にも使われている。他にも18世紀のサン＝ルイ大聖堂といった建造物がこの地域には現存している。
- 毎年7月に「ラ・ロシェル国際映画祭」が開催される。
- アルストムの子会社アルストム・トランスポールのLRT製造工場がある。
- ヨーロッパ最大級のマリーナを擁する[1]。

## 人口統計
| 1962年 | 1968年 | 1975年 | 1982年 | 1990年 | 1999年 | 2006年 | 2012年 |
| ------ | ------ | ------ | ------ | ------ | ------ | ------ | ------ |
| 66 590 | 73 347 | 79 757 | 75 840 | 71 094 | 76 584 | 77 196 | 74 123 |

出典:1999年までLdh/EHESS/Cassini、2004年以降INSEE

## 姉妹都市
- リューベック、ドイツ

## 出身者
- ジョン・デサグリエ - 科学者
- ルネ・レオミュール - 科学者、列氏温度考案者
- ピエール・セニエット - 科学者、ロッシェル塩の合成
- ウィリアム・アドルフ・ブグロー - 画家
- ジャック・ニコラ・ビョー＝ヴァレンヌ - フランス革命の指導者
- ポール・ラマディエ - 政治家
- ジャン＝ルー・クレティエン - 宇宙飛行士
- ジャン＝ピエール・エリサルド - ラグビー選手
- ジャン＝バチスト・エリサルド - ラグビー選手
- ディミトリ・シャンピオン - 自転車競技選手